# Cluzobra praedicta
Cluzobra praedicta är en tvåvingeart som beskrevs av Loïc Matile 1996. Cluzobra praedicta ingår i släktet Cluzobra och familjen svampmyggor.
Artens utbredningsområde är Panama. Inga underarter finns listade i Catalogue of Life.